# Norsup
Norsup est une ville de la province de Malampa sur l'île de Malekula au Vanuatu.
Selon le recensement de 2009, elle est peuplée de 2998 habitants.
La ville est connue pour son aéroport, l'un des trois de l'île. Les autres sont l'aéroport de Lamap et de West South Bay.